# タウバテ
タウバテ（葡: Taubaté）は、ブラジル・サンパウロ州の都市。人口は31万7915人（2020年）。サンパウロ市の123km北東に位置している。

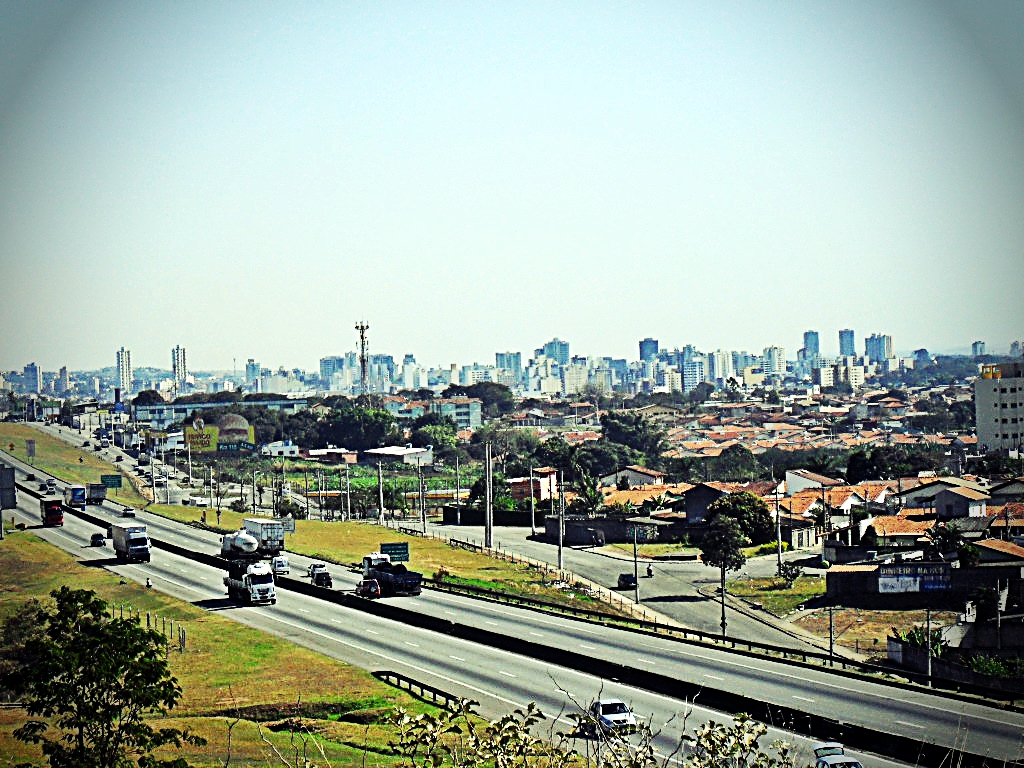
タウバテ パノラマ

サンパウロ州内の位置

## 姉妹都市
- 米沢市、日本 1974年
- ヴォルフスブルク、ドイツ 2005年

## 出身者
- ヘーペ・カマルゴ - テレビ司会者
- カリンドラ・ファリア - 総合格闘家
- ジョルジーナ・デ・アルブケルケ - 画家
- ドミウソン・コルデイロ・ドス・サントス - サッカー選手
- ラファエル・ビクトル・デ・オリベイラ・フルタード - サッカー選手